# Пиантедо
Пиантѐдо (на италиански: Piantedo, на западноломбардски: Piantèe, Пиантее) е село и община в Северна Италия, провинция Сондрио, регион Ломбардия. Разположено е на 215 m надморска височина. Населението на общината е 1364 души (към 2010 г.).